# X-COM: Terror from the Deep
XCOM: Terror from the Deep, souvent abrégé TFTD, est un jeu vidéo de tactique au tour par tour développé par MicroProse, qui publie ensuite le titre sur PC en 1995, puis sur console PlayStation en 1996.
Cette suite de UFO: Enemy Unknown (aussi dénommé X-COM: UFO Defense) reprend le gameplay de son prédécesseur, pour n'en différer que par l'habillage et la difficulté ; toujours aux commandes de l'organisation X-COM (eXtraterrestrial COMbat unit), le joueur doit désormais défendre la Terre contre des extraterrestres qui émergent des océans où ils avaient été cryogénisés.

## Synopsis
En 1999, l'organisation X-COM met fin à une invasion extraterrestre en allant détruire le quartier général ennemi sur Mars ; mais les martiens ont le temps de déclencher un signal réactivant un vaisseau de colonisation interstellaire écrasé il y a 65 millions d'années dans un des océans terrestres.
En 2039, alors que ce premier conflit semble déjà bien lointain, le cycle de réveil des extraterrestres cryogénisés dans le vaisseau se termine... et les offensives maritimes commencent. L'organisation X-COM part en guerre contre les créatures réfugiées dans les profondeurs.
Au fil des confrontations, l'organisation découvre les capacités et les objectifs ennemis. X-COM réussit à localiser l'énorme vaisseau englouti, appelé T'leth (par analogie avec la cité de R'lyeh, qui hante l'œuvre de H. P. Lovecraft), et lance l'assaut pour tenter de sauver l'humanité.

## Système de jeu

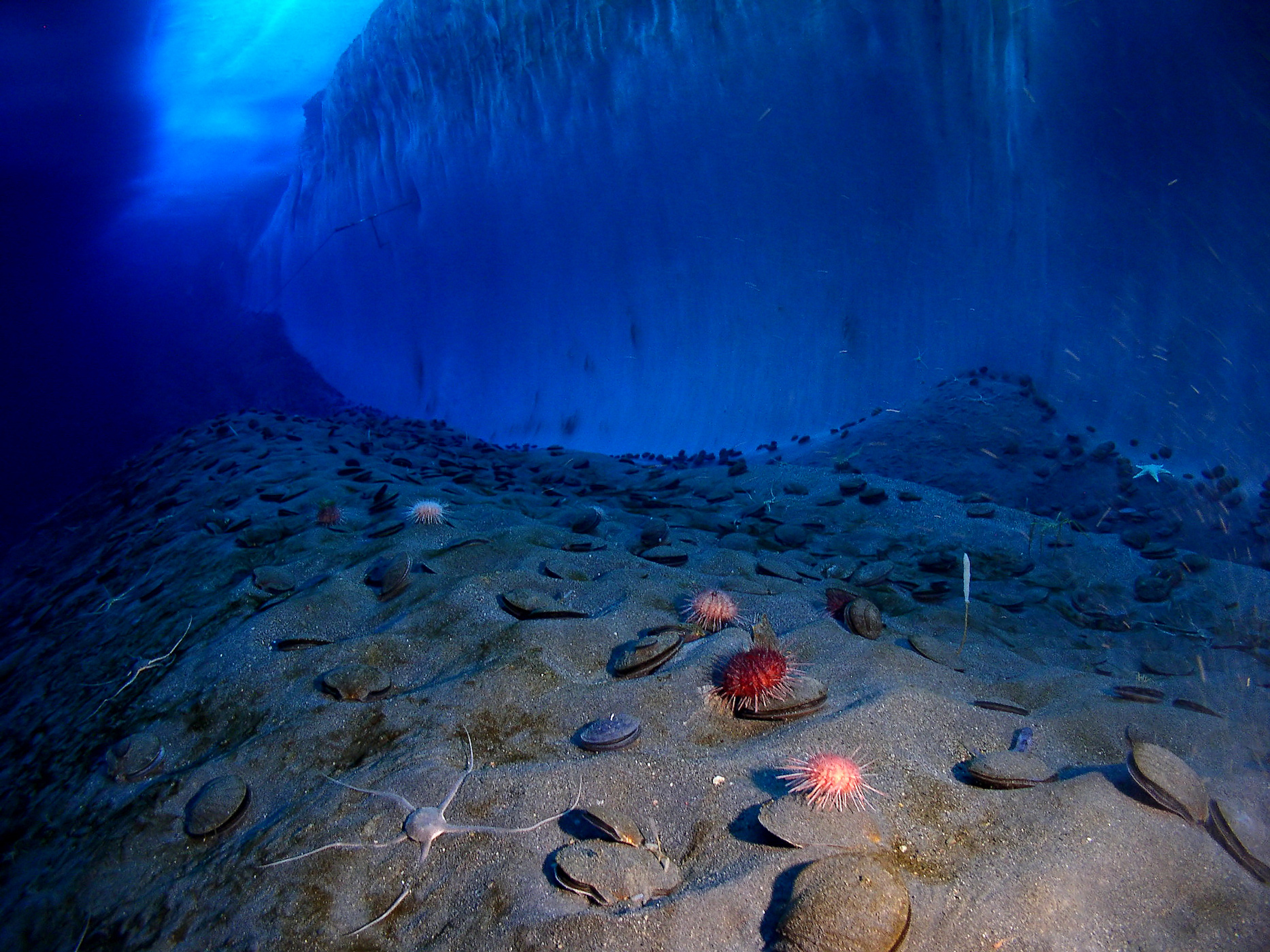
Fond marin dans le détroit de McMurdo.

Le système de jeu est quasiment identique à celui UFO: Enemy Unknown et ne sera donc pas répété ici. Pour mémoire :
- la tactique générale des aliens consiste à rallier progressivement les gouvernements de la Terre ; la partie est donc perdue quand les performances de X-COM sont considérées comme insuffisantes par les dirigeants de la planète, qui cessent donc de financer le projet, et elle est gagnée quand X-COM détruit le quartier général des extraterrestres ;
- le jeu se divise en deux modules, le geoscape, qui permet le suivi global des activités sur Terre et la gestion des bases X-COM, et le battlescape, qui gère les combats tactiques entre les extraterrestres et les humains ;
- les combats tactiques se déroulent au tour par tour sur des cartes aléatoires générées par le moteur de jeu, jusqu'à élimination de l'une des deux équipes ou la retraite de l'équipe X-COM (en cas de victoire, le joueur récupère du matériel alien ou capture des ennemis) ;
- les combattants possèdent des caractéristiques qui reflètent leurs aptitudes physiques et mentales, et les soldats X-COM progressent au fur et à mesure des missions auxquelles ils survivent.

## Accueil
| XCOM: Terror from the Deep |      |       |
| Média                      | Pays | Notes |
| Computer Gaming World      | US   | 4/5   |
| GameSpot                   | US   | 72 %  |
| Gen4                       | FR   | 79 %  |
| IGN                        | US   | 82 %  |
| Joystick                   | FR   | 91 %  |
| PC Gamer US                | US   | 82 %  |

XCOM: Terror from the Deep propose un mélange de gestion et de stratégie aussi bien reçu que dans UFO: Enemy Unknown. L'absence de réelles nouveautés a souvent fait considérer le jeu comme une extension diversement appréciée : positivement chez ceux aimant le nouveau défi ; et négativement chez ceux rebutés par la difficulté, par l'augmentation du nombre de missions, ou par les phases répétitives de traque d'extraterrestres cachés dans des recoins.

## Différences avec l'opus précédent
XCOM: Terror from the Deep a entièrement été réalisé par MicroProse, sans intervention des créateurs du premier volet (Mythos Games travaillera sur le troisième volet de la série, X-COM: Apocalypse). Les développeurs ont accru la difficulté du deuxième épisode en augmentant la taille des cartes, en rendant la recherche plus complexe (et en introduisant quelques bugs), en rendant les aliens plus forts, et en les dotant d'armes plus puissantes.
XCOM: Terror from the Deep se déroule en milieu sous-marin, sur des bateaux (cargo, bateau de croisière), ou dans des zones côtières (port par exemple), alors que UFO: Enemy Unknown se déroule en milieu terrestre et aérien. Les équipements X-COM sont donc adaptés à la lutte aquatique (utilisation de sous-marins et d'équipements de chasse sous-marine, comme des scaphandres à casque ou des armes à énergie pneumatique), mais sans prise en compte réelle des possibilités de mouvement dans un tel environnement.
XCOM: Terror from the Deep contient quelques améliorations par rapport au premier opus tout en restant globalement similaire : il y a désormais plusieurs armes de corps à corps, alors qu'il n'y avait auparavant que le bâton assommant ; avant une mission tactique, le joueur peut désormais consulter les statistiques de ses soldats pour leur distribuer l'équipement adéquat ; durant la mission, les combattants peuvent désormais ouvrir une porte sans devoir obligatoirement la franchir et peuvent réserver des unités de temps pour s'agenouiller.